# Cent vint-i-cinc
El nombre 125 (CXXV) és el nombre natural que segueix el nombre 124 i precedeix el nombre 126.
La seva representació binària és 1111101, la representació octal 175 i l'hexadecimal 7D.
La seva factorització en nombres primers és 5³; altres factoritzacions són 1×125 = 5×25 = 5³; és un nombre 3-gairebé primer: 5×5×5 = 125.